# Amblyseius myrtilli
Amblyseius myrtilli är en spindeldjursart som beskrevs av Papadoulis, Emmanouel och Kapaxidi 2009. Amblyseius myrtilli ingår i släktet Amblyseius och familjen Phytoseiidae. Inga underarter finns listade i Catalogue of Life.